# Store Frigård
Store Frigård er en gård i Østermarie Sogn på Bornholm. På gårdspladsen blev der 24. juli 1928 af gårdejeren H.P. Riis fundet en større skat af mønter og sølvsager med en samlet vægt på 1478 gram. Ud fra fundets slutmønter må skatten være nedlagt efter 1106.

## Ekstern henvisning
- Møntfundet på Store Frigård Arkiveret 19. februar 2007 hos  Wayback Machine

|  | Denne artikel om en bygning eller et bygningsværk kan blive bedre, hvis der indsættes et (bedre) billede. Du kan hjælpe ved at afsøge Wikimedia Commons for et passende billede eller lægge et op på Wikimedia Commons med en af de tilladte licenser og indsætte det i artiklen. |

55°09′32″N 14°59′34″Ø / 55.15888°N 14.99282°Ø